# Cleptometopus auratoides
Cleptometopus auratoides är en skalbaggsart som beskrevs av Stefan von Breuning 1943. Cleptometopus auratoides ingår i släktet Cleptometopus och familjen långhorningar.
Artens utbredningsområde är Burma. Inga underarter finns listade i Catalogue of Life.